# Kota Yoshihara
Kota Yoshihara (吉原 宏太, Yoshihara Kota) est un footballeur japonais né le 2 février 1978 à Fujiidera dans la préfecture d'Osaka au Japon.